# Stichting Chinees Onderwijs in Nederland
Stichting Chinees Onderwijs in Nederland (afgekort als SCON) is een Chinese organisatie die de Chinese scholen in Nederland probeert te verenigen. Er zijn vijfenveertig Chinese scholen betrokken bij de organisatie. De organisatie heeft in elke editie van China Times een krantenpagina met allerlei nieuws omtrent de Chinese scholen in Nederland.
Stichting Chinees Onderwijs in Nederland werd in 2001 opgericht. Ze organiseert elk jaar bijspijkercursussen voor leraren van Chinese scholen in Nederland en zomerkampen voor kinderen die op Chinese school zitten. De stichting heeft een goede verstandhouding met het Confucius Instituut van Nederland.
De doelen van de stichting zijn het bevorderen van uitwisseling van Chinese en Nederlandse cultuur, het bevorderen van Chinees onderwijs en Chinese taal en het bevorderen van de Chinese cultuur.
De huidige voorzitter is Peter W.C. Ding (陈华钟).